# Liste der Biografien/Palu
Liste der Biografien |
Portal Biografien |
Personensuche
# |
A |
B |
C |
D |
E |
F |
G |
H |
I |
J |
K |
L |
M |
N |
O |
P |
Q |
R |
S |
T |
U |
V |
W |
X |
Y |
Z |
?
 
Pa |
Pc |
Pe |
Pf |
Ph |
Pi |
Pj |
Pk |
Pl |
Pm |
Pn |
Po |
Pr |
Ps |
Pt |
Pu |
Pv |
Pw |
Py
 
Paa |
Pab |
Pac |
Pad |
Pae |
Paf |
Pag |
Pah |
Pai |
Paj |
Pak |
Pal |
Pam |
Pan |
Pao |
Pap |
Paq |
Par |
Pas |
Pat |
Pau |
Pav |
Paw |
Pax |
Pay |
Paz
 
Pala |
Palb |
Palc |
Pald |
Pale |
Palf |
Palg |
Palh |
Pali |
Palj |
Palk |
Pall |
Palm |
Paln |
Palo |
Palp |
Pals |
Palt |
Palu |
Palv |
Paly |
Palz
Die Liste der Biografien führt alle Personen auf, die in der deutschsprachigen Wikipedia einen Artikel haben. Dieses ist eine Teilliste mit 56 Einträgen von Personen, deren Namen mit den Buchstaben „Palu“ beginnt.

## Palu
- Palu, Uno (1933–2024), sowjetischer Leichtathlet

### Palub
- Palubinskas, Ed (* 1950), australischer Basketballspieler und -trainer
- Palubinskas, Feliksas (* 1935), litauischer Politiker, Mitglied im Seimas, Parlamentsvizepräsident

### Paluc
- Palucca, Enno, deutscher Musiker
- Palucca, Gret (1902–1993), deutsche Tänzerin und TanzpädagoginGret Palucca (1902–1993)

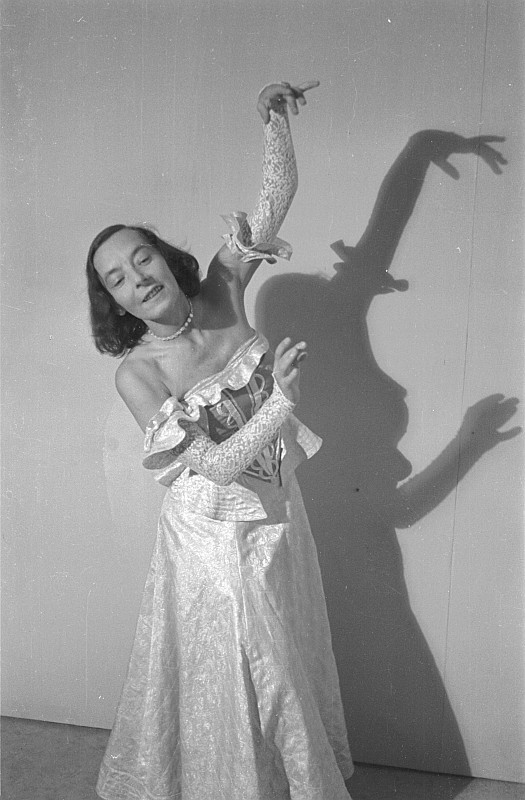
Gret Palucca (1902–1993)

- Paluch, Andrea (* 1970), deutsche Literaturwissenschaftlerin, Schriftstellerin und Übersetzerin
- Paluch, Dieter, deutscher Basketballspieler
- Paluch, Jarosław (* 1984), polnischer Handballspieler
- Paluch, Paulina (* 1998), polnische Sprinterin
- Pałucha, Jacek (* 1966), polnischer Maler
- Paluckas, Gintautas (* 1979), litauischer sozialdemokratischer Politiker

### Palud
- Palud, Jessica (* 1982), französische Regisseurin und Drehbuchautorin
- Paludan, Frederik August (1792–1872), dänischer Seeoffizier
- Paludan, Jacob (1896–1975), dänischer Schriftsteller
- Paludan, Knud (1908–1988), dänischer Ornithologe und Museumsleiter
- Paludan, Rasmus (* 1982), dänisch-schwedischer Politiker
- Paludan-Müller, Caspar (1805–1882), dänischer Historiker
- Paludan-Müller, Frederik (1809–1876), dänischer Schriftsteller
- Paludan-Müller, Jens (1771–1845), dänischer lutherischer Geistlicher, Bischof von Aarhus
- Paludan-Müller, Jens (1836–1864), dänischer Historiker
- Paludan-Müller, Svend (1885–1944), dänischer Offizier und Angehöriger des dänischen Widerstands
- Paludanus, Bernardus (1550–1633), niederländischer Gelehrter, Botaniker und Arzt
- Paludo, Denílson Antônio (* 1972), brasilianischer Fußballspieler

### Palue
- Paluektawa, Darja (* 1993), belarussische Geherin

### Palug
- Palugyay, Imrich (1780–1858), ungarisch-slowakischer Geistlicher

### Paluk
- Pałuka, Sędziwój († 1405), Woiwode und Generalstarost in Polen

### Palul
- Paluli, Murat (* 1994), türkischer Fußballspieler

### Palum
- Palumbo, Chuck (* 1971), US-amerikanischer WrestlerChuck Palumbo (* 1971)

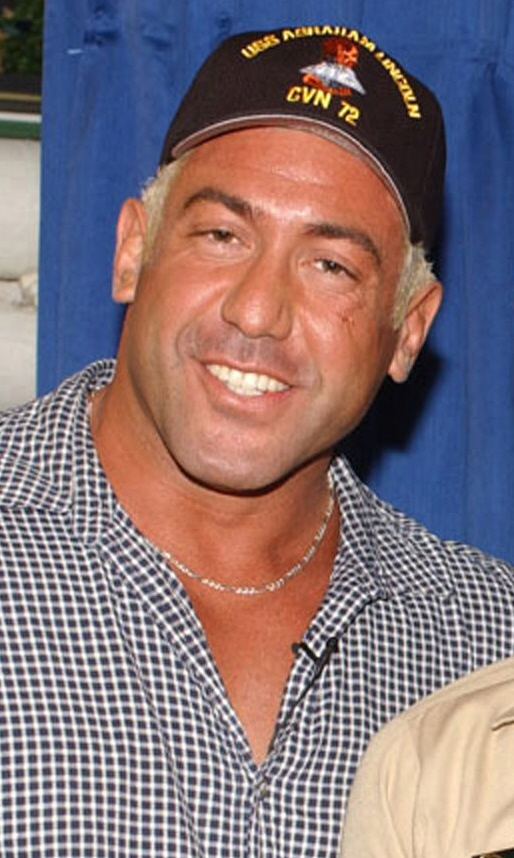
Chuck Palumbo (* 1971)

- Palumbo, Claudio (* 1965), italienischer Geistlicher, römisch-katholischer Bischof von Termoli-Larino
- Palumbo, Daryl (* 1979), US-amerikanischer Sänger
- Palumbo, Elio (1933–2004), italienischer Musikproduzent und Filmregisseur
- Palumbo, Giuseppe (* 1975), italienischer Radrennfahrer
- Palumbo, James (* 1963), britischer Mitbegründer und Vorsitzender der Ministry of Sound Group
- Palumbo, Onofrio, neapolitanischer Maler des Frühbarock
- Palumbo, Peter Palumbo, Baron (* 1935), britischer Bauträger, Kunstsammler und Architekturkenner
- Palumbo, Renato (* 1963), italienischer Dirigent
- Palumbo, Rocco (* 1988), italienischer Pokerspieler
- Palumbo, Vincenzo (* 1974), deutsch-italienischer Fußballspieler

### Palun
- Palun, Lloyd (* 1988), gabunisch-französischer Fußballspieler

### Palur
- Pálúr, János (* 1967), ungarischer Organist und Musikpädagoge

### Palus
- Palus, Mieczysław (1921–1986), polnischer Eishockeyspieler und -trainer
- Palusalu, Kristjan (1908–1987), estnischer Ringer
- Paluschka, Heiko (* 1968), deutscher Fernsehmoderator
- Paluselli, Cristina (* 1973), italienische Skilangläuferin
- Paluselli, Stefan (1748–1805), österreichischer Mönch und Kirchenmusiker
- Palushaj, Aaron (* 1989), US-amerikanischer Eishockeyspieler
- Palustran, Christian (* 1947), französischer Dramatiker und Geschichtenerzähler
- Paluszkiewicz, Waltraud (* 1932), deutsche Leichtathletin

### Palut
- Palut, İlhan (* 1976), türkischer Fußballspieler und -trainer
- Paluta, Michał (* 1995), polnischer Radrennfahrer
- Paluten (* 1988), deutscher WebvideoproduzentPaluten (* 1988)

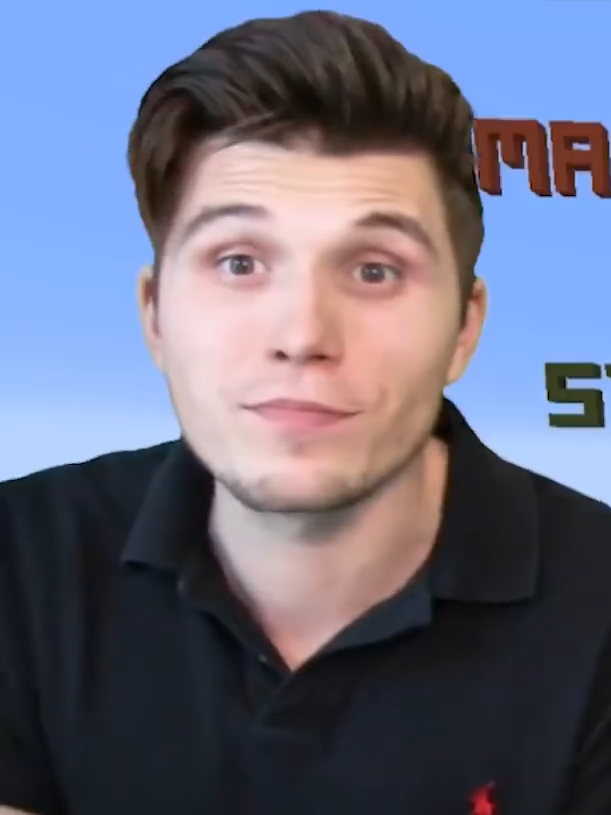
Paluten (* 1988)

### Paluz
- Paluza, Georg (* 1995), deutsch-türkischer Schauspieler
- Paluzie, Elisenda (* 1969), spanische Wirtschaftswissenschaftlerin, Hochschullehrerin und Politikerin
- Paluzzi Altieri degli Albertoni, Paluzzo (1623–1698), Kardinal
- Paluzzi, Beda Umberto (1936–2023), italienischer römisch-katholischer Ordensgeistlicher, Abt von Montevergine
- Paluzzi, Luciana (* 1937), italienische Schauspielerin